# White Fawn’s Devotion
White Fawn’s Devotion – amerykański krótkometrażowy film niemy z 1910 roku w reżyserii Jamesa Younga Deera.

## Wyróżnienia
| Rok wpisania | National Film Registry |
| ------------ | --- |
| 2008         | Lista filmów budujących dziedzictwo kulturalne USA utworzona przez National Film Preservation Board i przechowywana w Bibliotece Kongresu Stanów Zjednoczonych |